# Кузнецов, Василий Иванович (военачальник)

Памятник-бюст на улице Генерала Кузнецова в Москве.

Могила В. И. Кузнецова на Новодевичьем кладбище Москвы.

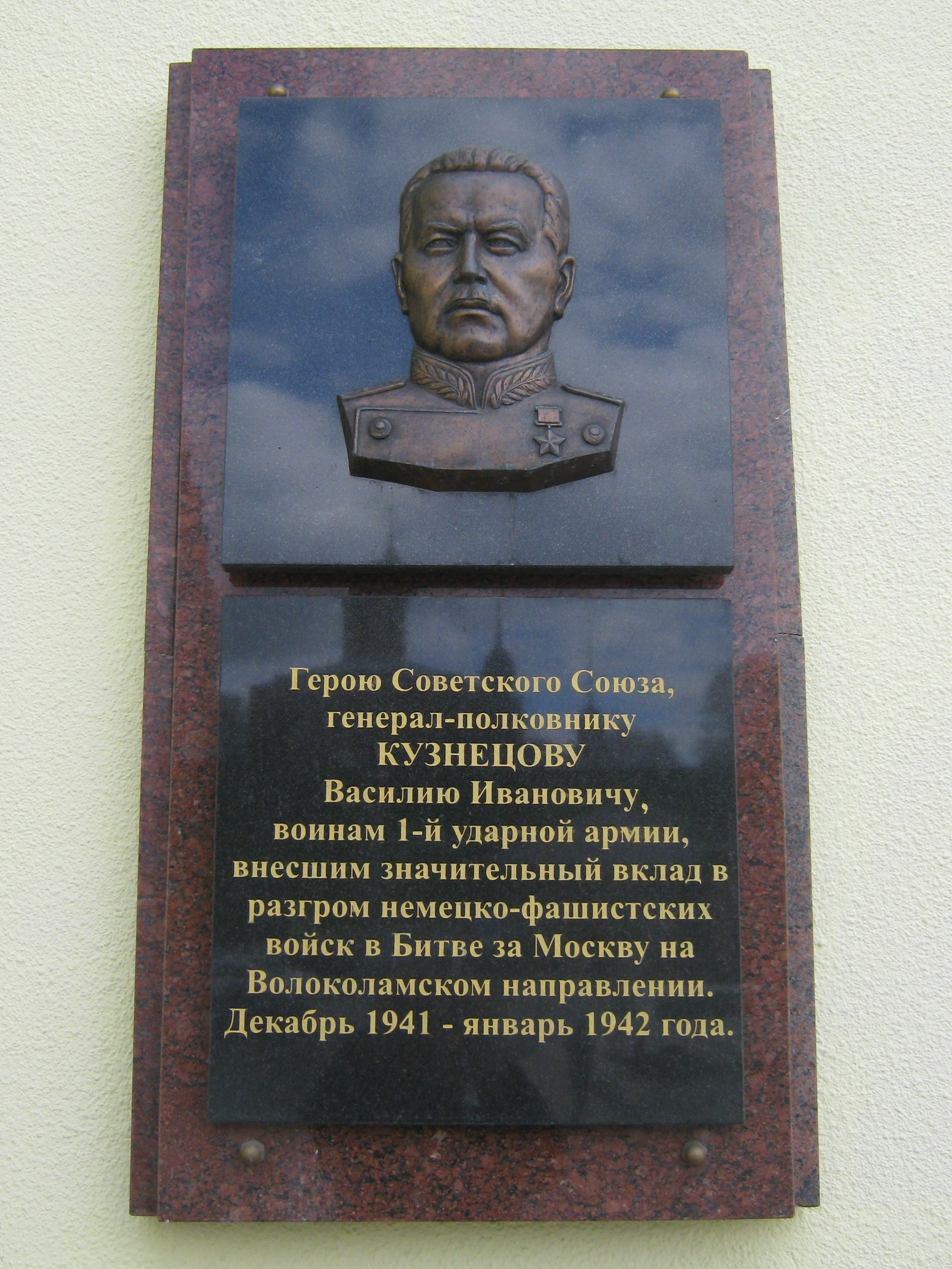
Мемориальная доска В. И. Кузнецову в Волоколамске.

Кузнецо́в Васи́лий Ива́нович (3 (15) января 1894, село Усть-Усолка Соликамского уезда Пермской губернии (ныне Чердынский район Пермского края) — 20 июня 1964, Москва) — советский военачальник, генерал-полковник (25 мая 1943), Герой Советского Союза (29 мая 1945).

## Биография
Окончил двухклассную начальную школу и Соликамское городское училище. Работал счетоводом в Соликамском земстве. В апреле 1915 года призван в Русскую императорскую армию. Служил рядовым в 236-м запасном пехотной полку, в том же году направлен на учёбу. В марте 1916 года окончил 1-ю Казанскую школу прапорщиков, направлен младшим офицером в 120-й запасной пехотный полк в Екатеринбурге. Участник Первой мировой войны, с июня 1916 года — начальник команды пеших разведчиков 305-го Лаишевского пехотного полка 77-й пехотной дивизии Юго-Западного фронта. В 1917 году произведён в подпоручики. В декабре 1917 года был демобилизован.

## Гражданская война и межвоенный период
В Красной Армии с августа 1918 года. В Гражданскую войну воевал командиром роты и батальона 4-го Пермского стрелкового полка и 1-го Уфимского стрелкового полка, с февраля 1919 года — помощник командира по строевой части 263-го Верхнеуральского стрелкового полка. Воевал на Восточном фронте против войск адмирала А. В. Колчака. С февраля 1920 года — командир 89-го Чонгарского стрелкового полка 30-й стрелковой дивизии, во главе полка участвовал в боях на Южном фронте против войск генерала П. Н. Врангеля.
После окончания Гражданской войны командовал полком до 1930 года, в 30-й Иркутской стрелковой дивизии в Украинском военном округе. При этом в сентябре 1926 года окончил Стрелково-тактические курсы усовершенствования комсостава РККА «Выстрел» им. Коминтерна, а в январе 1930 года — курсы усовершенствования высшего начсостава РККА в Москве. С февраля 1930 — помощник командира 51-й Перекопской стрелковой дивизии имени Моссовета, с декабря 1930 года — на такой же должности в 25-й Чапаевской стрелковой дивизии. С ноября 1931 по декабрь 1934 года — командир 2-й Туркестанской стрелковой дивизии. Обе дивизии дислоцировались в Украинском военном округе. В 1928 вступил в ВКП(б).
В октябре 1936 года окончил особый факультет Военной академии РККА имени М. В. Фрунзе, после чего назначен командиром и военкомом 99-й стрелковой дивизии в Киевском военном округе. С августа 1937 года — командир 16-го стрелкового корпуса Белорусского Особого военного округа (БОВО), с марта 1938 — командир 2-го стрелкового корпуса Московского военного округа.
С июля 1938 года командовал Витебской армейской группой войск БОВО. 7 октября 1938 года утверждён членом Военного совета при народном комиссаре обороны СССР. С 1 сентября 1939 командовал сформированной на базе этой группы 3-й армией БОВО, которая в сентябре-октябре 1939 года участвовала в Польском походе РККА. Перед началом войны был уверен, что Германия не нападёт на Советский Союз.

## Великая Отечественная война
В первый день Великой Отечественной войны его 3-я армия вошла в состав Западного фронта. В Белостокско-Минском сражении была окружена под Гродно и разгромлена. 28 июля 1941 года вышел из окружения в районе Рогачёва в верховьях Днепра, штаб 3-й армии объединил под своим началом войска в районе Мозыря (Гомельской области Белоруссии).
25 августа 1941 года возглавил 21-ю армию Центрального фронта (на следующий день армия передана сформированному Брянскому фронту). Во главе её участвовал в Рославльско-Новозыбковской операции.
После разгрома Юго-Западного фронта в Киевском сражении 26 сентября 1941 года возглавил Харьковский военный округ. В ноябре назначен командующим 58-й резервной армией, формирующейся в Сибирском военном округе. Неизвестно, командовал ли он непосредственно этой армией, поскольку, по воспоминаниям его сына, полковника Кузнецова, генерал Кузнецов лежал в это время в госпитале.
В этот момент под Москвой создалась напряжённая обстановка — была реальная угроза охвата Москвы с севера, где немецко-фашистские войска выходили на линию канала Москва-Волга. Было решено бросить в бой ещё одну новую 1-ю ударную армию, срочно сформированную 25 ноября 1941 г. (приказ Ставки ВГК от 15 ноября 1941 г.) путём преобразования 19-й армии второго формирования в резерве СВГК, части которой находились в стадии формирования и располагались на направлении прорыва противника в районе города Дмитров. В соответствии с положениями теории советского военного искусства 1930-х гг., ударная армия (УдА) должна представлять собой войсковое объединение РККА, в котором, по сравнению с обычной общевойсковой армией должно быть больше танков, орудий и миномётов. Поскольку предназначались подобные ударные армии для разгрома группировок противника на важнейших (главных) направлениях, они являлись усиленными общевойсковыми армиями. В их состав включались танковые, механизированные, кавалерийские корпуса. Однако, вопреки представлениям теории, на практике на 29 ноября в состав 1-й ударной армии входили 7 отдельных стрелковых бригад (в том числе, 29-я, 44-я, 47-я, 50-я, 55-я, 56-я и 71-я), 11 отдельных лыжных батальонов, артиллерийский полк и 2 легкобомбардировочных полка.
Когда шло обсуждение кандидатуры командующего 1-й ударной армией, Василий Иванович «в списках претендентов на должность командарма 1-й ударной не значился». Но Сталин вызвал Кузнецова в Ставку прямо из госпиталя и объявил ему о назначении командармом. «Ну что, вы довольны назначением?» — задал вопрос Сталин. «Доволен, только армия уж очень куцая — одни лыжные батальоны, лишь одна дивизия… И какой дурак корпуса отменил!»
С 22 ноября 1941 по май 1942 года В. И. Кузнецов командовал 1-й ударной армией, которая после завершения формирования в течение нескольких дней 1 декабря 1941 года вошла в состав Западного фронта. В ходе контрнаступления под Москвой армия принимала участие в Клинско-Солнечногорской и Ржевско-Вяземской наступательных операциях. В феврале 1942 года армия была передана на Северо-Западный фронт и там отличилась в первой Демянской операции, замкнув кольцо окружения вокруг демянской группировки врага.
В июне 1942 возглавил 5-ю резервную армию, которая уже в июле была преобразована в 63-ю армию Сталинградского фронта. Затем армию передали на Донской фронт (сентябрь) и на Юго-Западный фронт, участвовал в Сталинградской битве. С ноября 1942 — заместитель командующего войсками Юго-Западного фронта.
В декабре 1942 — декабре 1943 командовал 1-й гвардейской армией на Юго-Западном и 3-м Украинском фронтах. Участвовал в Изюм-Барвенковской наступательной операции. В мае 1943 годе ему, одному из первых командармов, было присвоено воинское звание генерал-полковника.
С декабря 1943 по март 1945 — заместитель командующего войсками 1-го Прибалтийского фронта. Участвовал в Городокской, Витебской, Витебско-Оршанской, Полоцкой, Шяуляйской, Рижской и Мемельской операциях, а также у блокаде Курляндской группировки противника.
С марта 1945 года — командующий 3-й ударной армией 1-го Белорусского фронта. Под руководством В. И. Кузнецова армия участвовала в Берлинской наступательной операции. 1 мая 1945 года воины 3-й ударной армии водрузили над рейхстагом Знамя Победы.
После Победы, когда войска под командованием Кузнецова взяли Рейхстаг и водрузили над ним Знамя Победы, Сталин неожиданно вернулся к этому разговору: «А помнишь, как ты меня дураком тогда назвал?..» Вопреки ожиданиям, никаких карательных мер не последовало. Напротив, Сталин выразил благодарность и за битву под Москвой, и за взятие Рейхстага, за что Кузнецов был удостоен звания Герой Советского Союза.

## Послевоенная служба
После войны продолжал командовать 3-й ударной армией до мая 1948 года (армия входила в состав Группы советских войск в Германии). С мая 1948 года — председатель Центрального комитета ДОСАРМ (в 1952 году переименовано в ДОСААФ). С октября 1953 года — командующий войсками Приволжского военного округа. С июня 1957 года — на научно-исследовательской работе в Генеральном штабе Вооружённых сил СССР, причём с июня 1959 года был начальником научно-исследовательской группы № 1 Генштаба.
С сентября 1960 года в отставке.
Депутат Верховного Совета СССР 2-го (1946—1950) и 4-го (1954—1958) созывов.
Скончался в 1964 году и был похоронен на Новодевичьем кладбище в Москве.
Сын Юрий Васильевич Кузнецов, в 2001 году участвовал в создании Музея Боевой славы имени Героя Советского Союза генерала В. И. Кузнецова.
Дочь Людмила Васильевна Кузнецова работала в ректорате Московского университета. С 1994 по 2013 год была женой Ю. М. Чурбанова.

## Воинские звания
- комбриг (17.02.1936)
- комдив (23.03.1938)
- комкор (9.02.1939)
- генерал-лейтенант (4.06.1940)[11]
- генерал-полковник (25.05.1943)

## Награды
- Медаль «Золотая Звезда» Героя Советского Союза (29.05.1945)
- 2 ордена Ленина (21.02.1945, 29.05.1945)
- 5 орденов Красного Знамени (22.02.1928, 22.02.1941, 2.01.1942, 3.11.1944, 20.06.1949)
- орден Суворова I степени (28.01.1943)
- орден Суворова II степени (26.10.1943)
- советские медали
- 4 иностранных ордена

## Отзывы
Встречался я и с Василием Ивановичем Кузнецовым, командующим 63-й армией. Я его знал как разумного и волевого командира ещё до войны по совместной службе в Белорусском военном округе.

В Сталинградской битве он показал себя выдающимся военачальником. 63-я армия в процессе наступательных боёв на Дону была преобразована в 1-ю гвардейскую и решительно действовала на самых ответственных оперативных направлениях.
— Чуйков В. И.

## Память
- В 1995 году его именем в Москве названа улица Генерала Кузнецова; на ней установлен бюст генерала (скульптор А. Постол).
- В городе Волгограде в его честь названа одна из улиц.
- В городе Соликамске есть улица В. И. Кузнецова.
- В городе Сергиев Посад в честь Василия Ивановича Кузнецова назван бульвар Кузнецова; 7 мая 2010 года в начале бульвара был установлен бюст генерала.
- В городе Яхрома центральная площадь названа в его честь площадь Генерала Кузнецова.
- В городе Дмитров его именем названа школа № 1.
- В городе Волоколамске на здании банка «Возрождение» установлена мемориальная доска с барельефом генерала В. И. Кузнецова.
- В пгт. Лотошино Московской области по инициативе и при поддержке РОО «Пермское землячество» установлен бронзовый бюст генерала В. И. Кузнецова[источник не указан 405 дней].
- В городе Пермь в сквере Уральских добровольцев установлен бронзовый бюст генерала В. И. Кузнецова[источник не указан 405 дней].

## Сочинения
- [militera.lib.ru/memo/russian/moscow25/12.html/ Кузнецов В. И. 1-я ударная армия в боях под Москвой] // Провал гитлеровского наступления на Москву. 25 лет разгрома немецко-фашистских войск под Москвой. 1941—1966 / Под редакцией члена-корреспондента АН СССР А. М. Самсонова. — М.: Наука, 1966.
- Кузнецов В. И. Операция, завершившая разгром фашистской Германии // Военно-исторический журнал. — 1960. — № 5. — С. 26—41.
- Кузнецов В. И. 1-я ударная армия в боях под Москвой // Военно-исторический журнал. — 1961. — № 12. — С. 57—66.